# هكتور عباس
هكتور عباس (بالهولندية: Hector Abbas)‏ هو ممثل هولندي، ولد في 9 نوفمبر 1884 في هولندا، وتوفي في 11 نوفمبر 1942 بلندن في المملكة المتحدة.

## وصلات خارجية
- هكتور عباس على موقع IMDb (الإنجليزية)
- هكتور عباس على موقع قاعدة بيانات الفيلم (الإنجليزية)